# David Murray Smith
David Murray Smith, né le 4 juillet 1865 à Édimbourg, mort dans le Surrey en 1952, est un peintre de genre écossais aquarelliste célèbre, et illustrateur. 

## Biographie
Il est né dans une famille où la littérature est considérée comme essentielle : son père David Murray Smith est écrivain et journaliste, son oncle, un poète et essayiste relativement connu. Après des études classiques au collège George Watson d'Édimbourg, David entre à la Edinburg school of Art, puis à l'Académie écossaise des beaux-arts.
En 1905, alors qu'il habite Londres depuis près de dix ans, il est admis parmi les membres de la Royal Society of British Artists, une alternative à la Royal Academy. Il expose d'ailleurs plus de 20 œuvres à cette dernière institution.  Murray Smith produit beaucoup et expose beaucoup, aussi bien des huiles que des aquarelles. Mais ce sont les aquarelles qu'il préfère et dont il devient un spécialiste. En 1916, il est admis comme membre associé de la Royal Watercolour Society. 
Son sujet favori, les paysages, respirent la sérénité, comme s'il avait ignoré les deux guerres mondiales qui avaient lieu à son époque. Il s'inspire surtout de Millet et de Corot, sans toutefois inclure des personnages dans ses tableaux. Parmi ses paysages les plus connus, on trouve :Journée d'été sur la rivière Windrush.
Admirateur des impressionnistes, il ne suit toutefois pas ce courant-là. On retrouve dans ses tableaux des traces d'origines très variées : l'école de Barbizon, Koninck, Cox.
Il a aussi illustré de nombreuses éditions d'œuvres d'Honoré de Balzac pour des éditeurs américains et anglais: La Paix du ménage, (Domestic Peace), Philadelphie, édition George Barrie & Son, 1897; La Rabouilleuse (A Bachelor's Establishment), Philadelphie, édition George Barrie & Son, 1897; Le Curé de village, (Country parson), Albert Savarus (Albert Savaron), cinq illustrations, The library of the University of California, Los-Angeles; Eugénie Grandet, cinq gravures; Modeste Mignon, 4 gravures, Home library edition, Londres, années 1930. 

## Galerie

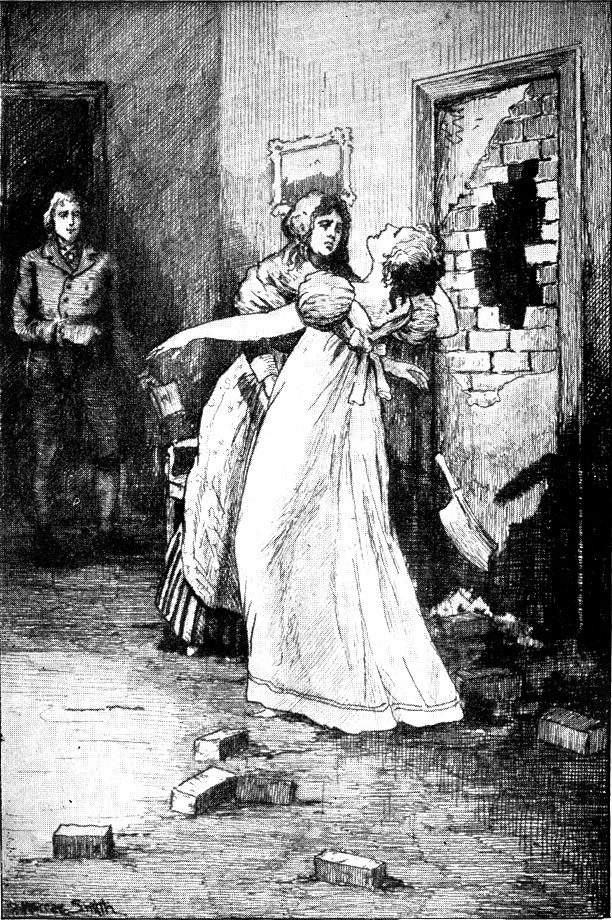
La Paix du ménage par D. Murray Smith.